# Надписи на бамбуковых и деревянных пластинках

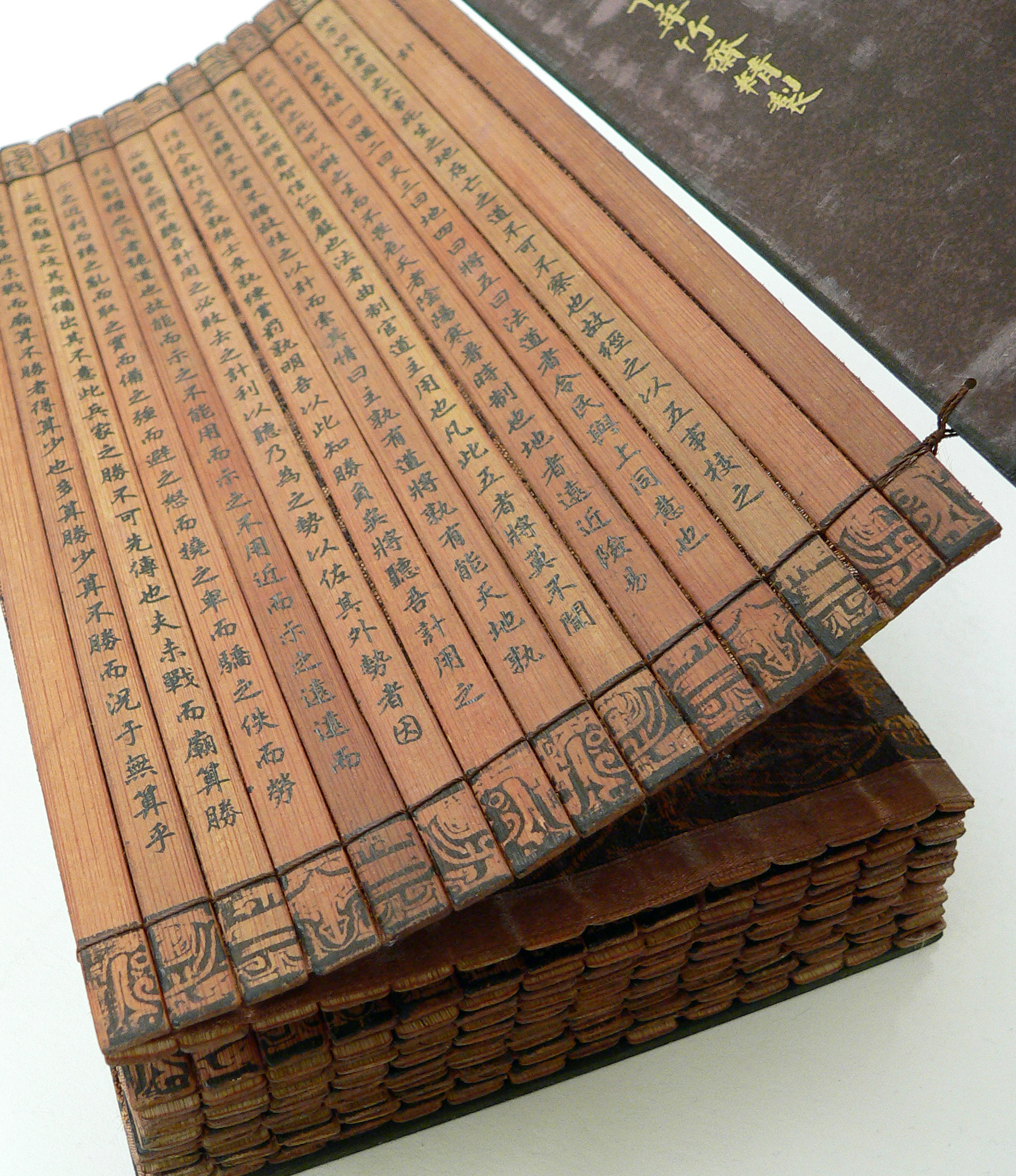
Начало Военного Искусства в классической бамбуковой книге от царствования Императора Цяньлуна

Надписи на бамбуковых и деревянных пластинках — наиболее крупная категория китайских эпиграфических памятников позднего доимперского и раннеимперского периодов. Название категории подчиняется более широкому, т.н. "бамбук и шёлк" чжу-бо 竹帛, которое включает в себя также тексты на ткани zh:帛书. Однако, как менее долговечный, второй тип материалов значительно беднее представлен в современной археологии. Разделение по материальному носителю не является надёжным критерием категоризации, поскольку все тексты данного периода находились в более или менее однородном отношении к устной традиции, а также  выполнялись в сходной манере письма (лишу). С другой стороны, размежевание между шёлковым и бамбуковым/деревянным носителями является целесообразным, поскольку они рознятся в проблематике фиксации и реконструкции текстов (см. раздел "Особенности носителя").

## Китайское название
Название категории передаётся иероглифом цзянь 簡 (упрощён.简) jiǎn, который в современном языке наиболее широко известен по слову 简单 jiǎndān "простой, краткий". Показателем широкой циркуляции этого понятия в эп. Весны и Осени является его частое использование в аристократических именах (напр. en:Duke Jian of Qi 齊簡公, en:Duke Jian of Qin 秦簡公, zh:召簡公, zh:杞简公, zh:燕簡公, zh:燕簡公 и др.). Предполагается, что фамилия Цзянь указывает на то, что её носители ведут род от письмоводов древности.

## Материал
Бамбук был основным письменным материалом древности. Как утверждает Цень (Tsien), деревянный носитель утвердился наравне с ним значительно позднее: самые ранние деревянные носители, а также название для них (ду 牍) известны с эп. Хань, в то время как бамбуковые записи упоминаются в эпиграфике Шан и Чжоу; археологические свидетельства об использовании бамбука для письма восходят к периоду Воюющих Царств.
Следует учесть, что климатические изменения поздних эпох оттеснили ареал бамбука в Китае на юг. В классическую эпоху он был повсеместно распространён в бассейне реки Хуанхэ. На северо-западе от центральных территорий империи Хань, где культивация бамбука была затруднена из-за сухого климата, для письма использовалась древесина тополя, сосны, ивы и китайского тамариска.

## Категории носителей и их особенности
Как правило, цзянь представляли собой тонкие пластинки, скреплённые в единое полотно двумя рядами бечёвок. На каждой из таких пластинок умещался только один столбик текста. За редчайшими исключениями, бечёвки, соединяющие пластинки, не сохранились. Помощью в восстановлении изначального порядка пластинок может служить тщательное изучение их взаиморасположения при раскопках. 
Другую категорию пластинок составляли визитные карточки е 謁, на которых текст располагался более чем в один ряд. 
В отличие от шёлкового носителя, бамбуковые пластинки не приспособлены для размещения иллюстраций. По состоянию на 2007 год, известен только один образец подобного рода: диаграмма жэньцзы 人子 из гадательных таблиц, обнаруженных в Шуйхуди.
В то же время, более широкие деревянные пластины были сравнительно удобны для размещения графической информации: так, Шэнь Юэ 沈約 (441-513) описывает разборную карту Китая, выполненную его старшим современником Се Чжуаном на этом носителе.

## История открытий
Корпус бамбуковых пластинок, открытый в Цзичжун 汲冢 в 279 г. н.э., стал ранним примером изучения текстов на подобном носителе.
В 479 г. связка бамбуковых дощечек с "головастиковым письмом", перевязанных шёлковой бечевой синего цвета, была найдена в гробнице чусского Сянъян-вана (совр. Хубэй).